# Le Chemin d'Eden
Le Chemin d'Eden (The Way to Eden) est le vingtième épisode de la troisième saison de la série télévisée Star Trek. Il fut diffusé pour la première fois le 21 février 1969 sur la chaîne américaine NBC.
Le Dr Sevrin et ses acolytes s'emparent de l'Enterprise pour se diriger vers une planète éloignée qu'ils croient avoir reconnue comme étant le paradis.

## Distribution

### Acteurs principaux
- William Shatner :James T. Kirk (VF : Yvon Thiboutot)
- Leonard Nimoy : Spock (VF : Régis Dubost)
- DeForest Kelley : McCoy
- James Doohan : Scotty
- George Takei : Sulu
- Walter Koenig : Pavel Chekov

### Acteurs secondaires
- Skip Homeier : docteur Sevrin
- Charles Napier : Adam
- Mary Linda Rapelye : Irina Galliulin
- Victor Brandt : Tongo Rad
- Deborah Downey : fille n°1 (Mavig)
- Elizabeth Rogers : lieutenant Palmer
- Phyllis Hodges Boyce (en) (Phyllis Douglas) : fille n°2 (« hippie de l'espace »)

## Résumé
L'Enterprise retrouve la navette Aurora récemment volée. Celle-ci se dirige vers le territoire des romuliens et le capitaine Kirk ordonne que ses occupants soient tous téléportés à bord de son vaisseau avant que celui-ci ne soit détruit. Les occupants, dirigés par Tongo Rad, le fils d'un ambassadeur Catuallan, sont furieux d'avoir été détournés de leur voyage vers la planète Eden où ils comptaient s'établir. Celle-ci est pourtant un mythe que personne n'a jamais atteint. Tous portent des vêtements rudimentaires, marchent pied nus et semblent mépriser les occupants de l'Enterprise qu'ils qualifient d'Herbert, un terme pour les personnes rigides et dénuées d'imagination.
Le petit groupe est composé de Tongo Rad, d'Irina Galliulin, une ancienne élève de Starfleet dont Chekov était amoureux, du Dr Sevrin (un ancien physicien spécialisé dans la manipulation sonique), d'Adam, un musicien populaire et de deux femmes. Le groupe est impressionné par Spock qui semble comprendre et s'intéresser à leur philosophie. Après examen par le docteur McCoy tous semblent être en bonne santé à l'exception du Dr. Sevrin, qui est porteur du virus Synthecoccus novae. S'il est immunisé, il en est néanmoins porteur mais refuse toute vaccination, prétextant qu'arrivé sur Eden, la planète le guérira. Il compte y créer une nouvelle civilisation. Après avoir discuté avec lui, Spock déclare que Sevrin est mentalement malade. Celui-ci est amené en isolation malgré la protestation de son petit groupe.
Pendant ce temps-là, Adam devient ami avec Spock après qu'ils ont échangé sur la musique. Alors que Chekov est seul dans la salle de pilotage secondaire à la recherche d'Eden, Irina vient le voir. Ils finissent par flirter ensemble et, profitant d'un instant de distraction de Chekov, Irina obtient un accès à l'ordinateur secondaire. Tous organisent un concert improvisé servant de couverture à la libération de Sevrin. Utilisant les contrôles secondaires, ils parviennent à changer le trajet de l'Enterprise pour l'amener vers Eden. Sevrin utilise alors un dispositif à ultrason afin d'assommer le reste de l'équipage de l'Enterprise.
Lorsque Kirk et le reste de l'équipage reprennent leurs esprits, l'Enterprise se trouve dans une zone romulienne. Le groupe dirigé par Sevrin s'est emparé d'une navette afin de rejoindre une planète non loin en pensant qu'il s'agit d'Eden. Le capitaine Kirk, Spock, le docteur McCoy et Chekov se téléportent à la surface et y découvrent une planète superbe mais dont le sol et les fruits sont empoisonnés. Adam meurt après avoir mangé une pomme et une partie des réfugiés ont été brûlés par une sorte d'acide sécrété par les plantes. Sevrin refuse de se rendre à l'évidence et meurt après avoir tenté d'avaler un fruit. L'Enterprise repart avec le reste du petit groupe de Sevrin. Avant le départ d'Irina, Spock lui demande de ne jamais arrêter de chercher Eden.

## Autour de l'épisode
- Le personnage de Nyota Uhura n'apparaît pas dans cet épisode. C'est la seconde fois qu'elle est remplacée dans son rôle de communicatrice par le Lieutenant Palmer.
- Même si Majel Barrett ne joue pas dans cet épisode, on peut apercevoir Christine Chapel tombant sous les ultra-sons.
- Le désir de Spock de rechercher Eden est partiellement expliqué dans le film Star Trek 5 : L'Ultime Frontière.

## Production

### Écriture
L'épisode fut proposé le 11 juillet 1968 par la scénariste D.C. Fontana sous le titre de "Joanna." Celui-ci se centrait essentiellement autour de Joanna, la fille du docteur McCoy, qui devait tomber amoureuse du capitaine Kirk. L'idée fut changée en août 1968 et l'épisode fut réécrit sous son titre de "The Way of Eden" mettant cette fois-ci en scène Irina et Chekov en tant que couple. Le script fut finalisé le 12 novembre 1968 avant d'être partiellement réécrit par Arthur Singer et Fred Freiberger au cours du mois de novembre 1968. Ne reconnaissant plus son script après réécriture, Fontana accepta d'être créditée sous le pseudonyme de Michael Richards. L'utilisation du prénom "Herbert" pour signifier un être sans imagination était l'idée du producteur Douglas S. Cramer même si aucune signification ne fut réellement donnée.
Le passé du docteur McCoy tel qu'il fut écrit par D.C. Fontana fut utilisé pour celui du Docteur McCoy alternatif du film Star Trek de 2009 et Joanna est mentionnée dans l'épisode Le Survivant de la série animée.

### Casting
- Charles Napier raconte qu'il s'agit du premier rôle pour lequel il auditionnait en dehors de sa carrière de chanteur. Il gagna le rôle après s'être mis debout sur une table et avoir chanté les portes du pénitencier.[2] Il rejouera un rôle totalement différent dans la série dérivée de Star Trek, Star Trek: Deep Space Nine.
- L'acteur Skip Homeier avait déjà joué le rôle du Député Führer Melakon dans l'épisode Fraternitaire dans la saison précédente.
- Phyllis Hodges Boyce (en) (Phyllis Douglas) avait déjà eu un rôle dans Galilée ne répond plus (saison 1, 16e épisode).

### Tournage
Le tournage eut lieu du 21 au 29 novembre 1968 au studio de la compagnie Desilu sur Gower Street à Hollywood, sous la direction de David Alexander.
Les chansons de l'épisode furent écrites par Charles Napier lui-même avec l'aide de l'actrice Deborah Downey qui y jouait un rôle de Mavig. Celle-ci chante aussi dans l'épisode.

### Post-production
Certains plans de la supposée planète Eden sont des réutilisations de plans tournés à l'extérieur pour les épisodes Une partie de campagne et La Pomme. Une partie de la scène dans l'Enterprise dans laquelle les membres de l'équipage tombe à terre fut réutilisée de l'épisode Le Cerveau de Spock. La musique que Spock joue pour Adam est la même que celle qu'il est censée jouer dans l'épisode Charlie X.

## Diffusions

### Diffusion américaine
L'épisode fut retransmis à la télévision pour la première fois le 21 février 1969 sur la chaîne américaine NBC en tant que vingtième épisode de la troisième saison.

### Diffusion hors États-Unis
L'épisode fut diffusé au Royaume Uni le 20 janvier 1971 sur BBC One.
En version francophone, l'épisode est diffusé au Québec en 1971 par Télé-Métropole et son réseau d'affiliés. 

### Diffusion en France
En France, l'épisode est diffusé le 13 août 1986 lors de la rediffusion de l'intégrale de Star Trek sur La Cinq.

## Réception critique
L'épisode est considéré comme un des plus mauvais de la série pour sa vision moralisatrice du mouvement hippie.
Dans un classement pour le site Hollywood.com, Christian Blauvelt place cet épisode à la 75e position sur les 79 épisodes de la série originelle estimant que l'épisode tiens sur ce qui aurait pu être une parodie du Muppet Show. Pour le site The A.V. Club Zack Handlen donne à l'épisode la note de C- trouvant que les personnages de hippie sont bien trop agaçant pour sembler sympathique. Il note que les séquences musicales sont un "mauvais remplissage" et estime que ce qui sauve un peu l'épisode est que les personnages sont traités sérieusement.
Dans le livre Trek Navigator, Mark A. Altman et Edward Gross ont un avis négatif sur cet épisode qui a selon eux, très mal vieilli et dont les passages musicaux sont assez mauvais. Grace Lee Whitney, qui jouait le personnage de Janice Rand dans les premiers épisodes de la série, dit dans sa biographie qu'il s'agit des plus mauvais épisodes de la saison 3 avec Le Cerveau de Spock. Il s'agit aussi selon James Doohan du seul épisode de la série qu'il n'aime pas.

### Héritage
- Deborah Downey ressortira une version chanté de "Heading Into Eden" la chanson qu'elle a co-écrite dans son album Painting Pictures.
- Un dialogue de l'épisode fut samplé et réutilisé dans une chanson de l'album de 1991 La Sexorcisto : Devil Music Vol. 1 de White Zombie.
- La phrase de McCoy expliquant que toutes les plantes sont pleine d'acide fut utilisé dans l'album d'Alice's Orb: Even The Grass Is Full Of Acid de 1992
- La chanson "Long time back when the galaxy was new" chantée par Adam et Mavig fut reprise en 2001 par le groupe Gaye Bykers on Acid sous le titre de "Golf Trek" dans leur album Everything's Groovy.

## Adaptations littéraires
L'épisode fut romancé sous forme d'une nouvelle de 22 pages de James Blish dans le livre Star Trek 5, un recueil compilant différentes histoires de la série et sorti en février 1972 aux éditions Bantam Books.
Le passé du docteur McCoy écrit à l'origine par D.C. Fontana pour cet épisode fut réutilisé dans des expliquant que son divorce l'a amené à travailler pour Starfleet, fut réutilisé dans des livres dérivés de la série comme Planet of Judgment ,Shadows on the Sun. Joanna apparaît dans le livre Crisis on Centaurus ainsi que dans les comics book édités chez Marvel dans les années 80, où elle est mariée à un vulcain et fâchée avec son père.

## Éditions commerciales
Aux États-Unis, l'épisode est disponible sous différents formats. En 1988 et 1990, l'épisode est sorti en VHS et Betamax. L'épisode sortit en version remastérisée sous format DVD en 2001 et 2004.
L'épisode connu une nouvelle version remasterisée sortie le 14 juin 2008 : l'épisode fit l'objet de nouveaux effets spéciaux, notamment les plans de l'Enterprise, des navettes et de la planète Eden qui seront refait à partir d'images de synthèse. Cette version est comprise dans l'édition Blu-ray, diffusée en décembre 2009.
En France, l'épisode fut disponible avec l'édition VHS de l'intégrale de la saison 3 en 2000. L'édition DVD est sortie en 2004 et l'édition Blu-ray le 22 décembre 2009.